# Flaga Marsa

Flaga Marsa

Flaga Marsa – trójbarwna flaga mająca reprezentować planetę Mars. Została stworzona oraz jest używana przez Mars Society oraz The Planetary Society. Nie posiada oficjalnego statusu.

## Wygląd i symbolika
Wzór w proporcjach przypomina francuską Tricolore. Jej barwy symbolizują „przyszłość” Marsa: barwa czerwona znajdująca się najbliżej masztu symbolizuje Marsa dziś, zaś zielona oraz niebieska to symboliczne etapy przyszłego terraformowania planety. Symbolika została zaczerpnięta z tytułów trylogii amerykańskiego pisarza science fiction Kima Stanleya Robinsona: Czerwony Mars, Zielony Mars, Błękitny Mars.

## Historia oraz użycie
Wzór został zaproponowany przez inżyniera NASA Pascala Lee podczas letniej wyprawy na kanadyjską wyspę Devon w 1999 roku (misja była jednym z celów Mars Society, związanym z symulacją warunków obecnych na Marsie). Flaga znajduje się obecnie nad stacją badawczą Flasline Mars Arctic Research Station oraz w stacji Mars Desert Research Station, która znajduje się w amerykańskim stanie Utah. Została również zabrana na orbitę na pokładzie wahadłowca Discovery przez amerykańskiego astronautę Johna Mace'a Grunsfelda podczas misji STS-103 w 1999 roku.

## Aktualny status
Planeta Mars nie posiada własnej flagi, ponieważ nie ma instytucji ani istot, które byłyby jej przedstawicielami. Użycie flagi przez jakąkolwiek instytucję bądź państwo, w myśl Traktatu o przestrzeni kosmicznej byłoby równoznaczne z próbą przywłaszczenia sobie planety.